# Георги Войтех
Георги Войтех (или Вортекс) (на средногръцки: Γεώργιος ὁ Βοϊτάχος) е български аристократ от XI век, скопски първенец и организатор на въстание срещу византийското владичество по времето на византийския император Михаил VII Дука.

## Биография
Сведенията за Георги Войтех са оскъдни и са свързани главно със самото въстание. Според продължението на хрониката на Йоан Скилица той е от знатен произход – „от рода на кавханите“ (Γεώργιος ὁ Βοϊτάχος τοῦ κoπχάνων γένους καταγόμενος). Войтех служи при византийския император Роман IV Диоген като екзарх в Скопие, столицата на тема България. През 1072 година той е начело на тамошните български първенци срещу византийската власт, данъците и финансовия министър Никифорица († 1078). Тяхната цел е възстановяване на унищоженото през 1018 година Българско царство. Византийската империя тогава е отслабена заради загубата в битката при Манцикерт на 26 август 1071 година от селджуците, загубата при Бари от норманите и вътрешни интриги. Войтех иска успешно помощ от зетския княз Михаил Воиславлевич, който дава на своя син Константин Бодин дружина от 300 души, начело с войводата Петрила и го изпраща при Войтех. Константин Бодин е чрез майка си от българския царски род Комитопули. През есента на 1072 година Бодин пристига в Призрен и е коронован за цар на България под името Петър III. Войтех остава като командващ в Скопие, а Бодин тръгва с войската си към Ниш и го превзема. Петрила завладява старата българска столица Охрид, посрещнат от населението като освободител, и Девол. След първоначални успехи на бунтовниците, от Константинопол е изпратена византийска армия начело с Михаил Саронит, който превзема Скопие и през декември 1072 г. разгромява войската на Константин Бодин в местността Таоний (южната част на Косово поле), а Константин Бодин и Георги Войтех са пленени. Георги Войтех е измъчван жестоко и умира същата година по пътя за Константинопол. Въстанието е окончателно потушено през 1073 г. от дук Никифор Вриений (дук на България от 1072 до 1073; † сл. 1094).

## Памет
На Георги Войтех е наречена улица в квартал „Бояна“ в София (Карта). Името му носи и морският нос Георги Войтех на остров Ливингстън, Южни Шетлъндски острови, Антарктика.